# Octobre 1621

## Naissances
3 octobre
- Claude Maltret (mort le 3 janvier 1674), helléniste et jésuite français
- Friedrich Werner (mort dans les années 1660), cornettiste allemand

6 octobre
- François Villette (mort le 11 octobre 1698), ingénieur, opticien et inventeur français

18 octobre
- Antoine Boirel (mort en 1700), chirurgien français

21 octobre
- Nicolas Barré (mort le 31 mai 1686), religieux français

24 octobre
- Séraphine de Dieu (morte le 16 mars 1699), religieuse italienne

## Décès
7 octobre
- Antoine de Montchrestien (né en 1575), poète, dramaturge et économiste français

12 octobre
- Pierre Matthieu (né le 10 décembre 1563), Écrivain, poète, dramaturge français
- Paul Phélypeaux de Pontchartrain (né en 1569), homme d'État français

16 octobre
- Jan Pieterszoon Sweelinck (né en mai 1562), compositeur hollandais

17 octobre
- Daniel Chamier (né en 1564), pasteur français, professeur de théologie

18 octobre
- Bartolomeo Cesi (né en 1566), cardinal italien

24 octobre
- Jean Davy du Perron (né vers 1565), ecclésiastique